# Faragó Tamás (vízilabdázó)
Faragó Tamás (Budapest, 1952. augusztus 5. –) a Nemzet Sportolója címmel kitüntetett olimpiai, világ- és Európa-bajnok magyar vízilabdázó, edző.

## Sportpályafutása
1965-től a BVSC, 1969-től a Vasas játékosa volt. 1970-ben tagja volt az ifi Eb-n hatodik helyezett csapatnak és a felnőtt Eb-n második helyezést elért válogatottnak. 1971-ben ifi Európa-bajnok és MNK győztes lett. (Ősztől behívták sorkatonai szolgálatra.) Az 1972-es olimpián ezüstérmet szerzett. A következő szezonban a válogatott tagjaként sikerült elhoznia a világbajnoki aranyérmet, az ekkor első ízben kiírt világbajnokságról. 1974-ben, Bécsben Európa-bajnoki elsőséget, a magyar bajnokságban harmadik helyezést ért el. Az 1975-ös világbajnokságon második lett a válogatottal. A Vasassal bajnokságot is nyert ebben a szezonban, amit egy évvel később sikerült megvédeniük.
1976-ban, Montrealban (24 éves korában) olimpiai bajnoki címet szerzett. Egykori világklasszis vízilabdázónk a megelőző (1972-es) olimpia ezüstérméről elmondta, hogy szerinte "nem nyerhettünk. De engem ez nem érdekelt egyáltalán. ... megéltem, milyen érzés felnézni a dobogó legfelső fokára. Akkor döntöttem el, legközelebb én nézek le - és nem pejoratív értelemben - az ellenfelekre." A csapat az első csoportkör három mérkőzését hozva első helyen jutott tovább csoportjából a csoportmásodik NSZK-val együtt. Az ebből a körben szerzett pontok nem számítottak, mind a hat döntő csoportkörbe bejutó csapat nulla pontról indult csatába az érmekért, amit körmérkőzéses lebonyolításban döntöttek el. Az olimpiai (1972) és világbajnoki (1975) címvédő Szovjetunió kiesett az előző fázisban. Az előző világbajnokság másik két dobogósa, az ezüstérmes Magyarország és a bronzérmes Olaszország, már a döntő csoportkör első fordulójában meg kellett hogy vívjon egymással. Így a záró sorozat első ütközete döntő jelentőséggel bírt. Az olasz nemzeti alakulat a harmadik negyedben még vezetett. A magyar csapat végül Faragó Tamás 4 góljával 6-5-re diadalmaskodott. A lebonyolításból következően újabb meccs következett az NSZK, majd Hollandia ellen. Ez két újabb győzelmet hozott, mindkettő 5-3-as végeredménnyel zárult, és utóbbin ismét 4 gólt szerzett. A három mérkőzést követő hibátlan mérleg, és az ellenfelek pontvesztései következtében Magyarország 6, Olaszország, Románia és Hollandia 3-3 ponttal állt a csoportban. Így biztossá vált, hogy a soron következő Románia elleni mérkőzésen - akikkel a szövetségi kapitány, Gyarmati Dezső akarata szerint együtt edzőtáboroztak a játékok előtt - győzelem esetén már nem lehet utolérni a magyar válogatottat, ők viszik haza az aranyérmet. A románok végig a magyarok nyomában haladtak a gólgyártásban, és esélyük volt a pontszerzésre. A mérkőzés az utolsó percig kiélezett volt. Ekkor sikerült 2 gólosra növelni az előnyt, amiből végül 1 maradt (9-8), így eldőlt, hogy Faragó és a válogatott állhat fel a dobogó tetejére. Az utolsó tét nélküli összecsapáson a jugoszláv együttes ellen döntetlennel zártak Gyarmati fiai. Faragó mind a 8 meccsen a legeredményesebb gólszerzőnk volt (ebből 3-szor megosztva), és 22 találattal, gólkirályként zárta a tornát.
Az olimpiai győzelemkor "...csak az volt bennem: Megcsináltam! ...egyszer sem számolgattam, az motoszkált bennem, hogy egy produkció részese vagyok. Márpedig a színpadon azt kell bebizonyítani, hogy te vagy a legjobb. Utólag értettem meg, mit is jelent a nyerés öröme, a szurkolók szeretete, olimpia bajnokként egészen máshogy viszonyultak hozzám, máshogy köszöntek.".
A nemzeti válogatottal 1977-ben megvédte a gárda kontinenselsőségét. A magyar bajnokságban első, az Universiadén második lett. A következő évben világbajnoki második lett. 1979-ben BEK-et és magyar bajnokságot nyert. A moszkvai olimpián bronzérmes lett. Az 1981-es Világ Kupán hatodik helyezett lett. 1984-től az NSZK-beli Düsseldorf játékosa volt. 1985-ben ötödik lett az Európa-bajnokságon. 1970-től 1985-ig kétszázötvennyolcszor szerepelt a magyar válogatottban. 1983-ban megalapította az év ifjúsági vízilabdázója trófeát. 1987-től az olaszországi BC Arenzano vízilabdázója volt. Az aktív sportolástól 1989-ben vonult vissza. 1993-ban az Úszó Hírességek Csarnoka tagjává választották. 2000-ben beválasztották az évszázad magyar vízilabda-válogatottjába.
2020. július 30-án lett a A Nemzet Sportolója, ahová Kárpáti György helyére választották be.

### Sporteredményei
- Olimpiai játékok
  - bajnok: 1976
  - 2.: 1972
  - 3.: 1980
- világbajnok (1973)
- kétszeres világbajnoki 2. helyezett (1975, 1978)
- kétszeres Európa-bajnok (1974, 1977)
- Európa-bajnoki 2. helyezett (1970)
- Magyar bajnokság
  - bajnok (9): 1975, 1976, 1977, 1979, 1980, 1981, 1982, 1983, 1984
  - 3.: 1974
- négyszeres Magyar Kupa-győztes (1971, 1981, 1983, 1984)
- Német bajnokság
  - 3.: 1986
- Olasz Kupa-győztes (1988)
- kétszeres BEK-győztes (1979, 1984)
- KEK-győztes (1988)

## Edzői pályafutása
1980-ban a budapesti egyetemen állatorvosi oklevelet, majd 1981-ben a Testnevelési Főiskolán vízilabda-edzői oklevelet szerzett. Még aktív játékosként a RN Arenzano játékosedzője volt. 1989 decemberében elvállalta az OSC vezetőedzői posztját. 1990 januárjában felkérték junior szövetségi kapitánynak. 1990 júliusától a BVSC vezetőedzője lett. Ebben az évben a junior válogatottal Európa-bajnoki harmadik lett. 1991 nyarán lemondott junior kapitányi pozíciójáról.
1992-től ismét Olaszországban a Florentia vezetőedzője lett. 1993-ban visszatért Magyarországra és Csapó Gáborral vízilabda-iskolát nyitott, egyúttal a magyar ifjúsági vízilabda-válogatott edzője lett. 1995 novemberétől a Vasas vezetőedzőjeként, majd 2000-től 2005-ig a magyar női vízilabda-válogatott szövetségi kapitányaként tevékenykedett. Irányítása alatt a magyar válogatott világbajnoki, Európa-bajnoki és Világkupa győzelmet szerzett. 2005 májusában a Vasas vízilabda-utánpótlásának szakmai igazgatója lett. 2005 novemberében bejelentette, hogy az év végén lejáró szerződését nem hosszabbítja meg a válogatottal.
2015 szeptemberétől kinevezték a női utánpótlás válogatottak szövetségi kapitányának.

### Sporteredményei edzőként
- klubcsapattal
  - kétszeres Magyar Kupa-győztes (Vasas: 1996, 1997)
  - kétszeres bajnoki 2. helyezett (Vasas: 1996, 1997)
- a magyar női válogatottal
  - olimpiai 6. helyezett (2004)
  - világbajnok (2005)
  - világbajnoki 2. helyezett (2001)
  - világbajnoki 5. helyezett (2003)
  - Világkupa-győztes (2002)
  - Világliga 2. helyezett (2004)
  - Világliga 4. helyezett (2005)
  - Európa-bajnok (2001)
  - Európa-bajnoki 2. helyezett (2003)
- A junior válogatottal
  - Európa-bajnoki 2. helyezett (1990)
  - világbajnok (1995)

## Sportvezetőként
1989 decemberében tagja lett a Magyar Vízilabda Szövetség elnökségének. 1998 novemberében újraválasztották. Ekkor elnöknek is jelölték, de Martin Györggyel szemben alulmaradt. 2012-ben a szakmai bizottság elnökeként négy évre az Magyar Vízilabda Szövetség elnökségi tagja lett.

## Családja
1994 óta második házasságában él, felesége Faragó Hilda. Első felesége Nikoletti Marion, első gyermeke Faragó Borbála (1972)  Hármasikreik, Berta, Emma és Tamás 2001-ben születtek, mindhárman vízilabdáznak.

## Díjai, elismerései
- Az év magyar vízilabdázója (1975, 1976)
- Kiváló nevelő munkáért (1995)
- A Magyar Köztársasági Érdemrend tisztikeresztje (2001)
- Mesteredző (2003)
- Az év magyar szövetségi kapitánya (2005)
- Budapestért díj (2007)[7]
- Mezőtúr díszpolgára (2008)[8]
- Budapest díszpolgára (2014)[9]
- A Nemzet Sportolója (2020)
- A Magyar Érdemrend középkeresztje a csillaggal (2023)
- Prima Primissima díj (2023)

## Érdekesség
Alakja, a magyar női vízilabda-válogatott szövetségi kapitányaként megjelenik Rácz Zsuzsa Állítsátok meg Terézanyut! című regényében.